# Esthonychidae
Esthonychidae (лат.) — семейство вымерших млекопитающих из подотряда Tillodontia отряда цимолестов (Cimolesta). Ископаемые остатки известны из эоценовых отложений (56,0—37,2 млн лет назад) Северной Америке и Евразии, хотя некоторые не идентифицированные до вида остатки найдены в более ранних слоях (61,7—55,8 млн лет назад) Северной Америки. По внешнему виду напоминали медведей, однако были травоядными.

## Классификация
По данным сайта Paleobiology Database, на август 2018 года в семейство включают 10 вымерших родов:
- Роды incertae sedis
  - Adapidium Young, 1937
  - Megalesthonyx Rose, 1971
  - Plesiesthonyx Lemoine, 1891 [syn. Franchaius Baudry, 1992]
- Подсемейство Esthonychinae Zittel & Schlosser, 1911
  - Anthraconyx Rose et al., 2013
  - Esthonyx Cope, 1874
  - Indoesthonyx Smith et al., 2016
  - Paresthonyx Tong & Wang, 2006
- Подсемейство Trogosinae Gazin, 1953
  - Higotherium Miyata & Tomida, 1998
  - Tillodon Gazin, 1953,
  - Trogosus Leidy, 1871 [syn. Tillotherium Marsh, 1873]